# ホセアポンテデラトーレ空港
ホセアポンテデラトーレ空港（英: José Aponte de la Torre Airport）は、プエルトリコ港湾局が所有する空港である。

## 概要
プエルトリコの海岸沿いの町セイバから3.7 km（2.3マイル）の場所にある。一般的な空港として分類された2011年から2015年の統合空港システムの国家計画に含まれている。
同空港は、プエルトリコのビエケス島とクレブラ島への3つの商用航空会社を介した定期旅客サービスを提供している。
2008年11月に、ファハルドのディエゴヒメネストーレス空港に代わって、旧ルーズベルトロード海軍基地の敷地内に開設された。また、高高度気球を使用した高速インターネットを提供するプロジェクトであるGoogleLoonのテストサイトとして使用されている。

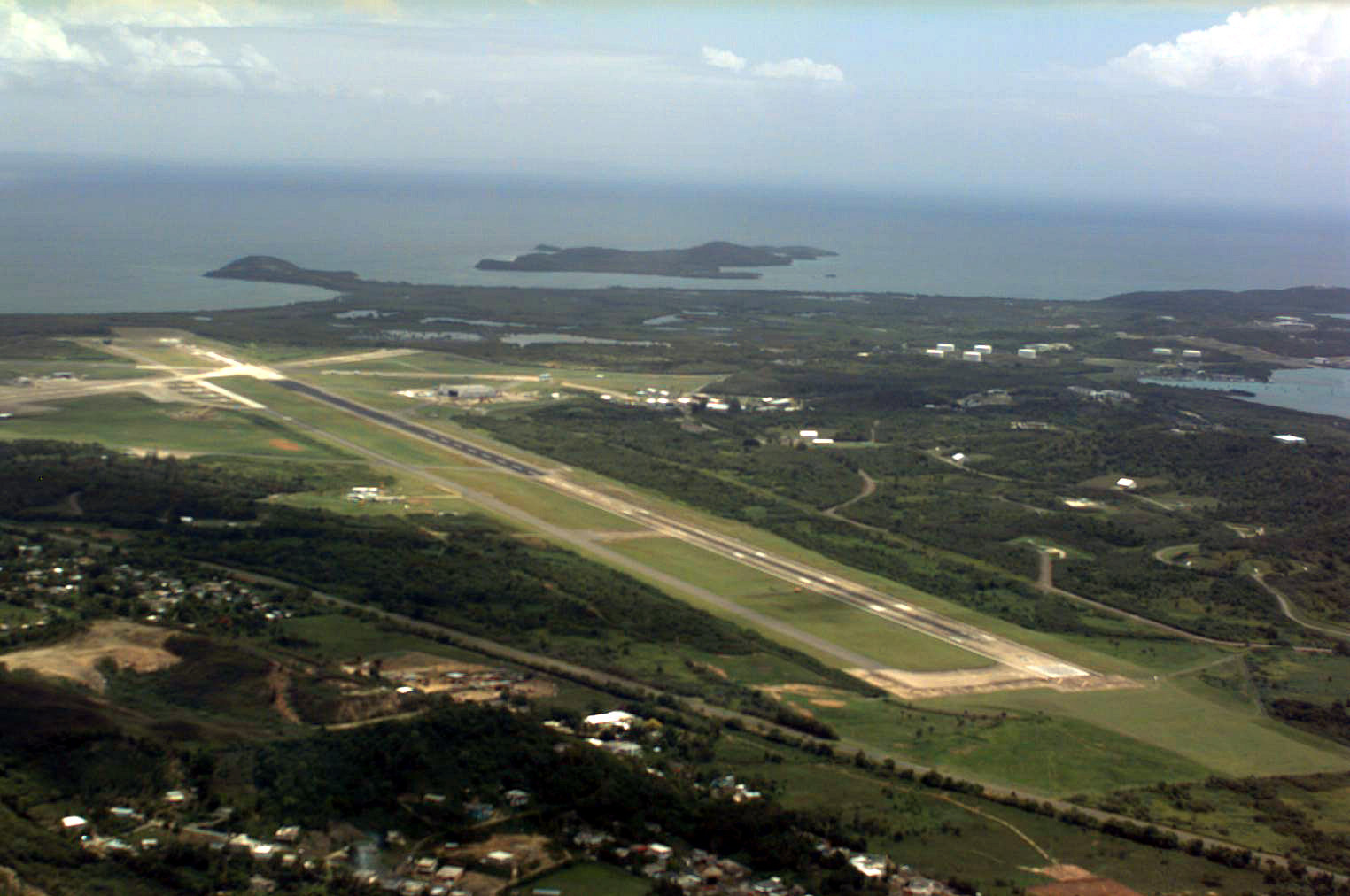
ルーズベルトロード旧米海軍航空基地の航空写真（1994年9月）

## 統計

### 利用者数
元のウィキデータクエリを参照してください.